# Sangkanhurip
Sangkanhurip is een bestuurslaag in het regentschap Majalengka van de provincie West-Java, Indonesië. Sangkanhurip telt 1854 inwoners (volkstelling 2010).